# 汪如海
汪如海（1527年—？），字汝會，直隸徽州府黟縣人，民籍，明朝政治人物。

## 生平
嘉靖三十七年（1558年）戊午科應天府鄉試第七十五名舉人。嘉靖三十八年（1559年）中式己未科會試第二十三名，二甲第四十七名進士。历官江西九江府知府，隆慶四年（1570年）二月升河东陕西都转运盐使司运使，五年正月以考察降调。

## 家族
曾祖汪璿，工部郎中；祖父汪沂；父汪大亨，母胡氏。永感下。兄如永、朝京（贡士）。弟朝元、如川、如瀾、如山。